# Tập tin manifest
Trong điện toán, tập tin manifest hay tập tin kê khai (tiếng Anh: manifest file) là một tập tin chứa siêu dữ liệu (metadata) cho một nhóm các tập tin đi kèm vốn là một phần của một tập hợp các đơn vị có liên kết với nhau. Ví dụ như, các tập tin của một chương trình máy tính có thể bao gồm một manifest để mô tả tên, số phiên bản, giấy phép và các tập tin cấu thành của chương trình.
Thuật ngữ này được mượn từ một thủ tục vận chuyển hàng hóa.